# مصعد إلى المشنقة (فلم)
مصعد إلى المشنقة (بالإنجليزية: Elevator to the Gallows) (بالفرنسية: Ascenseur pour l'échafaud) ويُعرف أيضًا باسم مصعد إلى السقالة (بالإنجليزية: Lift to the Scaffold)، هو فيلم جريمة فرنسي صدر سنة 1958 وأخرجه لويس مالي، وبطولة جين مورو وموريس رونيه  وقصة مؤامرة للقتل تنهار بسبب المصعد المعطل. السيناريو مقتبس من رواية 1956 التي تحمل نفس الاسم لنويل كاليف. ربط بعض النقاد بأسلوب الفيلم الأسود، وإدخال تقنيات جديدة للسرد والتحرير، ويعتبر الفيلم عملاً هامًا في تأسيس ما يسمى الموجة الجديدة Nouvelle Vague والسينما الحديثة الجديدة New Modern Cinema. تم اعتبار الموسيقى التصويرية المرتجلة للموسيقار مايلز ديفيس، والعلاقة التي أقامها الفيلم بين الموسيقى والصورة والعاطفة رائدة.

## طاقم التمثيل
- جين مورو في دور فلورنس كارالا
- موريس رونيه في دور جوليان تافيرنييه
- جورج بوجولي في دور لويس
- يوري بيرتين في دور فيرونيك
- جان وول في دور سيمون كارالا
- إيفان بتروفيتش في دور هورست بينكر
- فيليكس مارتن في دور كريستيان سوبيرفي
- لينو فينتورا في دور مفوض الشرطة شيرير
- إلجا أندرسن في دور فريدا بينكر
- شارلز دينير في دور مفتش شرطة[9]

## أحداث الفيلم
فلورنس كارالا وجوليان تافيرنير عاشقان يخططان لقتل زوج فلورنس، ورجل الصناعة الثري سيمون كارالا، وهو رئيس جوليان في العمل أيضًا. جوليان هو ضابط مظلي سابق في الفيلق الأجنبي ومحارب قديم في حربي الهند الصينية والجزائر. يتحرك جوليان في وقت متأخر من يوم السبت، ويتسلّق بحبل طابقًا واحدًا من خارج مبنى المكتب، ويطلق النار على كارالا في مكتبه، ويعيد ترتيب الغرفة لتبدو الجريمة وكأنها انتحار، ثم يأخذ طريقه إلى الشارع. يدخل جوليان سيارته الشفروليه المكشوفة في الخارج، وينظر إلى الأعلى ويرى حبله لا يزال معلقًا بالمبنى. يترك جوليان المحرك يعمل، ويندفع إلى خلف المبنى ويقفز في المصعد، وأثناء صعوده، يقوم عامل المبنى بإيقاف الكهرباء ويغلق المبنى لعطلة نهاية الأسبوع. يصبح جوليان محاصر بين الطوابق.
يسرق عاشقان شابان سيارة جوليان، والعاشقان هما المحتال الصغير لويس ومساعدة في محل بيع الزهور فيرونيك. تنتظر فلورنس حبيبها جوليان في مقهى قريب وتتوقع حضوره بعد قتل كارالا، وترى السيارة تمر وبداخلها فيرونيك وهي تنحني من النافذة. تفترض فلورنس أن عشيقها جوليان هرب مع  فيرونيك، وتجول في شوارع باريس بيأس طوال الليل تسأل عنه في الحانات والنوادي. يرتدي لويس معطف جوليان وقفازاته أثناء ركوب السيارة، وعند تسجيل الوصول إلى أحد الفنادق الريفية، يسجل الاثنان تحت اسم «السيد والسيدة جوليان تافيرنييه» ليتجنب لويس المشاكل، وهو المطلوب لجرائم صغيرة. يتعرف العاشقان في الفندق على هورست بينكر وزوجته فريدا، وهما زوجان ألمانيان مرحان في إجازة. تلتقط فريدا صوراً للويس وفيرونيك بكاميرا جوليان، تأخذ فيرونيك الفيلم إلى معمل التصوير بجوار الفندق للتحميض وطباعة الصور، وبعد أن ينام آل بينكرز، يحاول لويس سرقة سيارتهم المرسيدس، لكن بينكر يقبض عليه ويهدده بما يبدو أنه مسدس، رغم أنه في الحقيقة أنبوب سيجار. يطلق لويس النار ويقتل الزوجين بمسدس جوليان، ويعود هو وفيرونيك إلى باريس ويختبئون في شقتها. يظن لويس ان الجريمة سيتم أكتشافها، ولهذا يقنع فيرونيك بالانضمام إليه في الانتحار بتناول جرعة كبيرة من دواء مخدر.
يكتشف عمال الفندق جثث بينكرز، جنبًا إلى جنب مع سيارة جوليان ومسدسه ومعطفه، ويصبح جوليان المشتبه به الرئيسي في جرائم القتل، وتنشر الصحف الصباحية صورته. تصل الشرطة إلى مبنى المكتب، ويفتح الحارس أبواب المدخل ويشغل الكهرباء. يتحرك المصعد، ويتمكن جوليان من الهروب. يطلب جوليان القهوة والكرواسان في المقهى المجاور للمكتب، ويتمكن رواد المقهى من التعرف عليه، واستدعاء الشرطة للقبض عليه. تكتشف الشرطة جثة كارالا لكنها تفترض أنه انتحر ومع ذلك، فإنهم يتهمون جوليان بقتل بينكرز، ويرفضون تصديق حجة غيابه، وانه كان عالقًا في المصعد. تصمم فلورنس على تبرئته وتذهب للبحث عن فيرونيك، التي فشلت محاولتها الانتحارية هي ولويس. تتهمهم فلورنس بقتل بينكرز وتذهب لاستدعاء الشرطة. يعتقد لويس في البداية أنه لا يوجد دليل يربطه بالجريمة، لكن فيرونيك تتذكر الصور مع بينكر، وتسرع إلى استوديو الصور، وهناك تكون الشرطة في انتظارهما للقبض على لويس بعد معاينة الصور. تتبع فلورنس لويس، وعندما تدخل الاستوديو، تجد الشرطة التي اطلعت على باقي صور كاميرا جوليان التي تفضح علاقتها به، وهنا تدرك انها ستحاكم مع جوليان بتهمة قتل كارالا.

## استقبال الفيلم
كتب الصحفي باري فاريل: «كان لدى مورو 20 فيلمًا منسيًا وراءها.. لم يكن هذا الفيلم شيئًا مميزًا، لكنه حقق شيئًا واحدًا: قدم نموذجًا جديدًا للواقعية السينمائية، طريقة جديدة للنظر إلى المرأة. كانت كل الدراما في القصص السابقة في وجه مورو، الوجه الذي كان مخفيًا وراء مستحضرات التجميل والأضواء الجذابة في جميع أفلامها السابقة».
منح موقع الطماطم الفاسدة تقييم بلغ 93% لهذا الفيلم، استنادًا إلى 56 تعليق للنقاد.
منح موقع ميتاكريتيك تقييم 94% وكانت التعليقات إيجابية.
كتب الناقد السينمائي روجر ايبرت عن فيلم «مصعد إلى المشنقة» في مقالته عام 2005 عندما أعيد إصدار الفيلم في دور العرض، وأشار إلى أن وجه مورو عندما كانت البطلة فلورنس تتجول ليلًا في شوارع باريس وتفكر في مكان جوليان، كانت غالبًا ما تُضاء فقط بأضواء المقاهي والمتاجر التي تمر بها، بينما كان المتبع في هذه السنوات، ان الممثلات تتعرض لإضاءة مركزة ويتم تصويرها بعناية، ولذلك كان لهذه المشاهد قيمة صادمة، وأثرت على العديد من الأفلام التالية.
كتب الناقد السينمائي ريتشارد برودي لصحيفة نيويوركر في مقال نُشر عام 2016: "أن الفيلم أكثر أهمية لمكانه في تاريخ الفيلم الفرنسي أكثر منه لمزاياه الفنية الخاصة، باستثناء موسيقى مايلز ديفيس، التي تستحق سماعها بالكامل. إنها أفضل من الفيلم نفسه، إلى حد بعيد، وهناك طرق أفضل للاستماع إليها أكثر من الفيلم، أي من خلال الاستماع إلى قرص مضغوط يضم جلسات الاستوديو بأكملها التي تم استخدام أجزاء منها لموسيقى الفيلم.

## روابط خارجية
- مقالات تستعمل روابط فنية بلا صلة مع ويكي بيانات